# Schloss Ratzenried

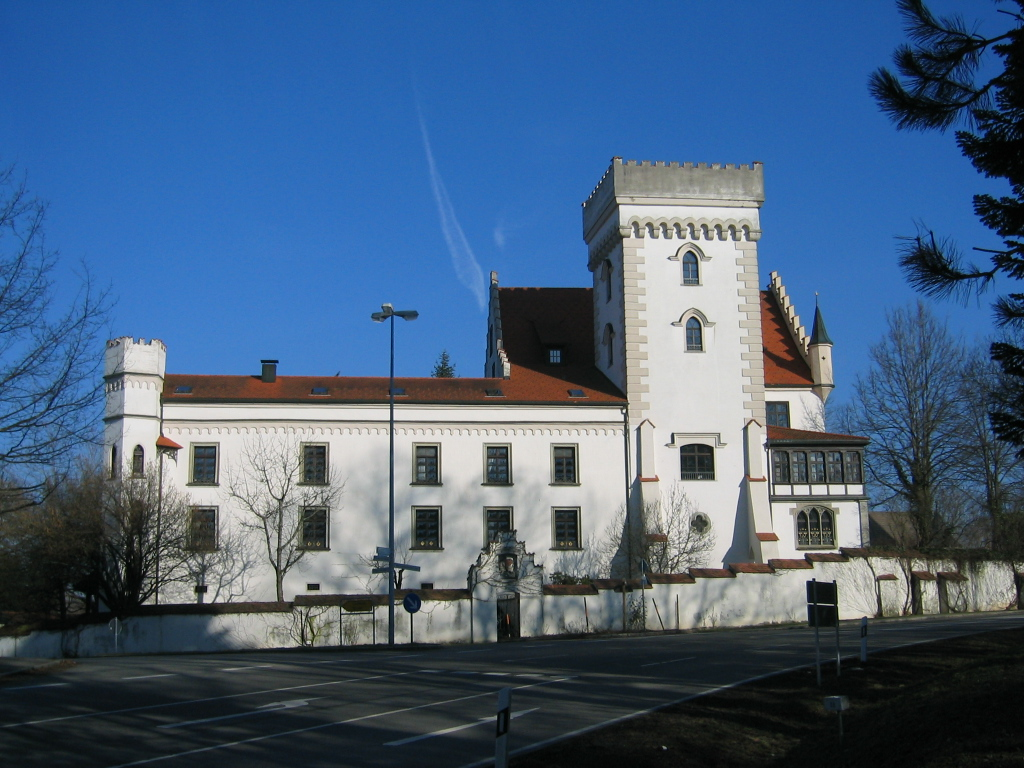
Schloss Ratzenried im Februar 2007

Das Schloss Ratzenried, ehemals Unteres Schloss genannt, ist ein Schloss in Ratzenried im Landkreis Ravensburg in Baden-Württemberg.

## Geschichte
Im Jahre 1453 kaufte die Ravensburger Kaufmannsfamilie Humpis die Burg Ratzenried mit ca. 30 dazugehörenden Höfen. 1498 teilten sie die Herrschaft in zwei Hälften: Jos baute das Obere Schloss zur größten Dienstmannenburg des Allgäus aus. Sein jüngerer Bruder Jacob errichtete von 1498 bis 1502 im Dorf, das damals noch Wetzelsried hieß, an der Stelle des Maierhofes von Wetzelsried ein neues Schloss. Dieses wurde 1632 im Dreißigjährigen Krieg zerstört und bis 1680 wieder aufgebaut. Anschließend diente es den Freiherren von Ratzenried als Hauptsitz. Von 1746 bis 1748 erfolgte der Anbau des Nordflügels samt Nordtürmchen und die Decken wurden mit Stuck versehen.
1813 starb der letzte Freiherr von Ratzenried aus dem Geschlecht der Humpis und das Schloss ging an Paul Joseph von Beroldingen. Um 1845 wurde das Schloss im mittelalterlichen Stil renoviert und im Rahmen dessen erhielten der Hauptturm und andere Bauteile Zinne. Gleichzeitig entstand westlich des Schlosses ein Park mit Springbrunnen. 1902 kam das Schloss durch Heirat in den Besitz der Familie Waldburg-Zeil.
Von 1949 bis 1973 wurde das Schloss vom Orden der Barmherzigen Schwestern vom hl. Karl Borromäus als Kinderheim genutzt, der das Schloss zuvor geschenkt bekommen hatte. Seit 1977 dient es als Sitz des Humboldt-Instituts.